# Menhir de Restobert
Le menhir de Restobert est situé à Canihuel dans le département français des Côtes-d'Armor.

## Description
Le menhir a été dressé en haut d'une colline d'où il domine les menhirs de Goresto et de Bodquelen. Il mesure 2,65 m de hauteur pour 2,05 m de largeur et 1,40 m d'épaisseur. Il est en granite local à gros grains.